# Willy Wielek-Berg
Willy Wielek-Berg, geboren als Willy Berg, (Steenwijk, 14 juni 1919 – Amsterdam, 7 januari 2004) was een Nederlands vertaalster, schrijfster, filmrecensente en columniste. Wielek-Berg heeft het werk van tientallen schrijvers vertaald, waaronder: Joseph Roth, Heinrich Böll, Theodor Fontane, Grete Weil, J.R.R. Tolkien, Muriel Spark, Nina Simone en Russell Banks.

## Biografie

### Jeugd en de Tweede Wereldoorlog
Wielek-Berg werd geboren in Steenwijk als dochter van handelsreiziger Wilhelmus Johannes Berg en winkelierster Jantje Klijzing en ging naar de Hogereburgerschool in Zwolle. Na haar opleiding ging zij in de leer bij de Zwolsche Courant. Ze vestigde zich in 1943 in Amsterdam, aldaar voegde zij zich bij een communistisch gerichte verzetsgroep CS-6 die zich bezighield met sabotage en liquidaties van de handlangers van de bezetter. Wielek-Berg verzorgde voor hen koeriersdiensten. Net als andere leden van de groep werd zij gearresteerd en veroordeeld tot een half jaar gevangenisstraf in het Huis van Bewaring II aan de Amstelveenseweg. Door hysterie te veinzen, wist ze te ontkomen aan fusillade. Na de Tweede Wereldoorlog sloot ze zich aan bij de Communistische Partij van Nederland en schreef korte tijd voor De Waarheid. Alwaar zij werd weggestuurd omdat haar communistische overtuiging niet sterk genoeg was, zij had lichtvaardig geschreven over de film The Third Man (1949), hierin worden de Russen negatief belicht.

### Carrière en huwelijk
In 1947 begon zij veelvuldig te schrijven over de holocaust Ze trouwde in 1952 met Henk Wielek, pseudoniem van de Joodse Pools-Duitse schrijver, filmrecensent en Eerste Kamerlid van de PvdA (1973-1978) Wilhelm Kweksilber. Vanaf de jaren '60 begon Wielek-Berg zich toe te leggen op het vertalen van boeken en hoorspelen en vanaf 1970 ging zij voor dagblad Trouw films en boeken recenseren. Hierbij diende zij wel te allen tijde de goede smaak in het oog te houden en dus voorzichtig te zijn met onzedige en/of godslasterlijke boeken of films. Wielek-Berg heeft het toentertijd niet aangedurfd om Monty Python's Life of Brian te recenseren vanwege het blasfemistische karakter.

### Eigen publicaties en overlijden
In 1992 debuteerde zij met haar roman De Lichten dat werd gevolgd in 1995 door haar verhalenbundel Zwarte de Pik van Botha. Een proces waaraan zij was begonnen tijdens het aftakelingsproces van haar echtgenoot Willy Kweksilber door de Ziekte van Alzheimer. Wielek-Berg heeft hem verzorgd tot aan zijn overlijden in 1988, onwillig om hem op te laten nemen in een verzorgingshuis en het risico te lopen dat hij zich in een concentratiekamp zou wanen. Na een kort ziekbed is zij in 2004 komen te overlijden op 7 januari. Willy Wielek-Berg is 84 geworden.